# Laura Castelletti
Laura Castelletti (Brescia, 10 settembre 1962) è una politica italiana, dal 20 maggio 2023 sindaca di Brescia.

## Biografia
Tecnica di laboratorio chimico biologico, fino al 1992 ha lavorato presso l'Istituto di Farmacologia della Facoltà di Medicina dell'Università degli Studi di Brescia.
Segretaria provinciale del Movimento Giovanile Socialista dal 1986, è eletta per la prima volta in consiglio comunale nel 1991 con il Partito Socialista Italiano di cui è nominata capogruppo, in un periodo di instabilità in cui si susseguono le giunte guidate dal socialista Gianni Panella e dal post-comunista Paolo Corsini, entrambi col sostegno di parte della Democrazia Cristiana.
Prima dei non eletti nel 1994, subentra nel 1996 in rappresentanza della lista "La Civica", all'interno della inedita coalizione di centro-sinistra composta dal Partito Popolare Italiano, dal Partito Democratico della Sinistra e dai Verdi a sostegno di Mino Martinazzoli, eletto sindaco due anni prima.
Riconfermata nel 1998 e nel 2003 per i Socialisti Democratici Italiani, il 30 giugno 2003 è eletta presidente del consiglio comunale, carica che ricopre fino all'aprile 2008.
Nel 2008 non rinnova la tessera del Partito Socialista Italiano e fonda la sua associazione "Brescia per Passione" con la quale correrà alle elezioni amministrative dello stesso anno, del 2013 e del 2018. 
Dal 2013 è stata vicesindaca di Brescia, mentre dal 31 marzo 2023 ha svolto la funzione di sindaca in seguito alla decadenza di Emilio Del Bono dovuta all'incompatibilità con la nuova nomina a consigliere regionale e vicepresidente del Consiglio regionale della Lombardia con le elezioni del febbraio 2023. Alle elezioni amministrative del maggio dello stesso anno è candidata a sindaca dalla coalizione di centro-sinistra, venendo eletta al primo turno con il 54,84% dei voti e divenendo la prima donna a guidare il comune.

## Vita privata
È sposata e ha due figlie: Margherita e Caterina.